# جائزة نيوزيلندا الكبرى 2000
جائزة نيوزيلندا الكبرى 2000 هو سباق فورمولا 1 أقيم بتاريخ 2 ديسمبر 2000 في نيوزيلندا.